# Christoph Ludwig Rasche
Christoph Ludwig Rasche, född 1584 i Magdeburg, död 22 november 1645 på godset Walle utanför Bremen, var en tysksvensk diplomat.
Christoph Ludwig Rasche var son till geheimerådet Andreas Rasche. Han studerade vid olika tyska universitet och var därefter i krigstjänst för republiken Venedig. Han blev efter att ha återvänt sekreterare i Johan Sigismund av Brandenburgs hov i Berlin. Där verkade han 1616–1620 i hemlighet för Gustav II Adolfs giftermål med prinsessan  Maria Eleonora. Han följde henne till Sverige, där han kungen dubbade honom till riddare. 1622 utnämndes han till hovråd och senare till krigsråd. Rasche användes av kungen i många diplomatiska uppdrag och tillhörde hans närmast förtrogna. Under 1620-talet besökte han olika tyska städer och hov samt Danmark, och 1630 sändes han i viktiga diplomatiska uppdrag till Venedig och Schweiz. Han hade dock föga framgång, vilket ledde till att han efterhand sköts åt sidan. 1633 förde han dock förhandlingar med hansestäderna om deras anslutning till Heilbronnförbundet. Han benämns under denna tid assessor vid evangeliska förbundet och befullmäktigad legat vid arméerna i de nedersachsiska och westfaliska kretsarna. Han kallas även kretsråd i Nedersachsen och generalkvartermästare. Han råkade dock 1635 i konflikt med Johan Banér, varvid han avgick ur sin tjänst och slog sig ned på godset Walle utanför Bremen. Han anklagades för att ha skott sig på statens bekostnad och ha konspirerat mot Banér. Han kvarhölls i Sverige 1637–1640, utan att saken utreddes vidare. 1640 togs han åter i tjänst för ett diplomatiskt uppdrag till Danmark. Han återvände därefter till Tyskland, men överraskades i Westfalen av en kejserlig strövkår 1641. Under tre år hölls han fången och flyttades från plats till plats innan han frigavs mot lösen. Rasche publicerade ett par politiska flygblad, Hansischer Wecker (1628) och Nachklang des hanischen Weckers, där han varnade hansestäderna för kejserliga försåt. Han anses även ha medverkat i den av Friedrich Spanheim den äldre författade boken Le soldat suédois (1633–1641), som är en god källa till information om Gustav II Adolf och trettioåriga kriget.